# Lasianthus formosensis
Lasianthus formosensis är en måreväxtart som beskrevs av Jinzô Matsumura. Lasianthus formosensis ingår i släktet Lasianthus och familjen måreväxter. Inga underarter finns listade i Catalogue of Life.